# Kokomo (sång)
"Kokomo" är en låt av det amerikanska rockbandet Beach Boys från filmen Cocktail från 1988 och albumet Still Cruisin' . Låten skrevs av John Phillips, Scott McKenzie, Mike Love och Terry Melcher, och släpptes som singel i juli 1988 av Elektra Records och blev listetta i USA och Australien. Det var bandets första topp-20-singel på 20 år och deras första listetta på 22 år samt deras sista topp-40-hit. 
Texterna beskriver ett par som gör en resa till en avkopplande plats på den fiktiva utopiska ön Kokomo utanför den verkliga ögruppen Florida Keys. Förutom det fiktiva Kokomo, omnämner låten riktiga karibiska öar som Aruba, Jamaica, Bahamas, Martinique och Montserrat.